# Hans Witten
Hans Witten (* 1470–1480, Braunschweig – po roce 1522, Annaberg) byl německý pozdně gotický sochař, činný v Horním Sasku.

## Život
O životě Hanse Wittena je jen málo dokladů. V archivu Braunschweigu se zachoval záznam, že Mistru Johannu van Kollen se roku 1477 narodil syn Hans. Roku 1502 je občan Kolína nad Rýnem Hans Witten uveden v daňových záznamech města Chemnitz. Roku 1507 je Hans z Kolína a znovu Hans Witten z Kolína nad Rýnem uveden jako autor oltáře v Ehrenfriedersdorfu. Tři jeho díla (Halle, Borna, Annaberg) jsou podepsána iniciálami H.W.

## Dílo

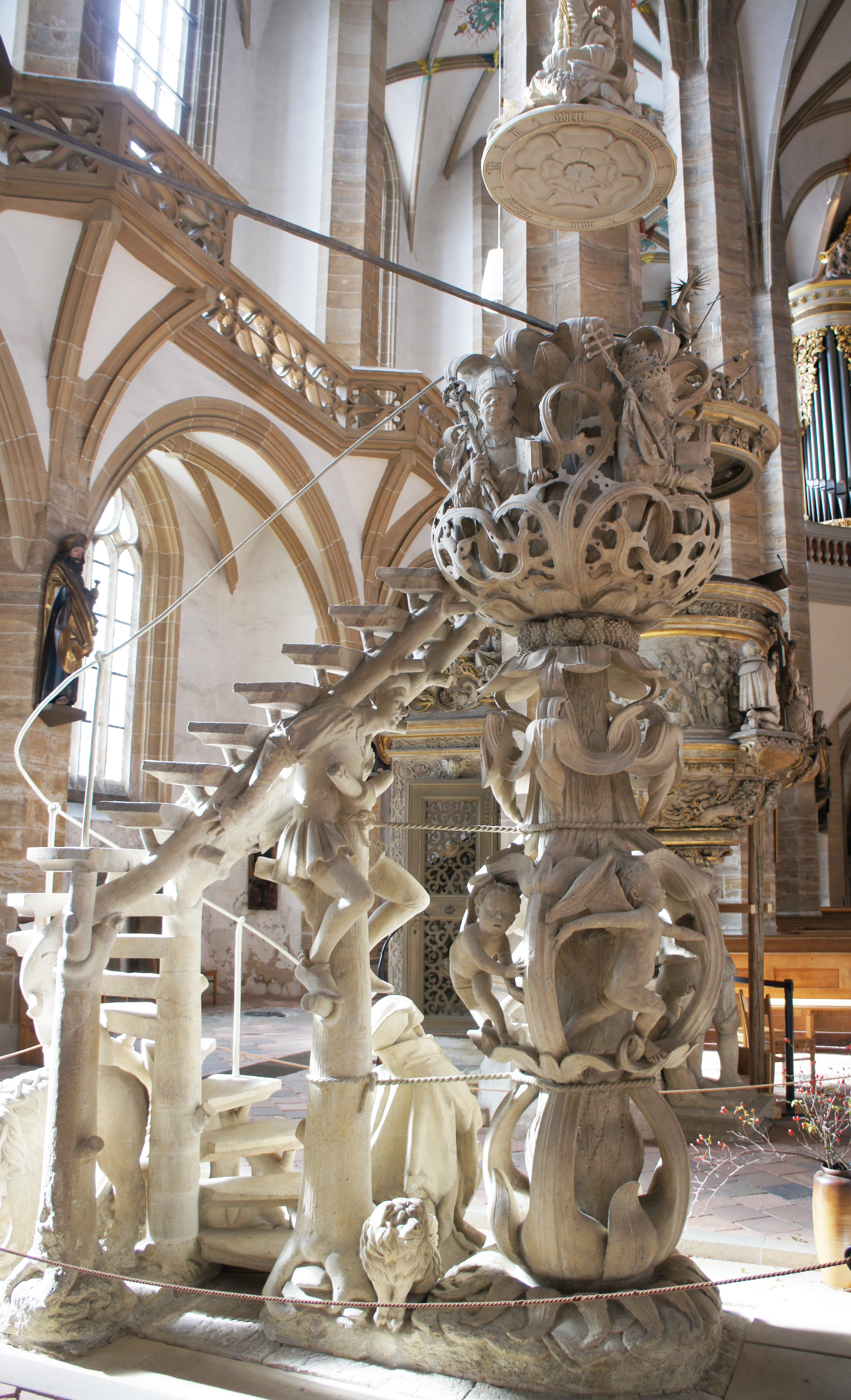
Tulipánová kazatelna, Freiberg

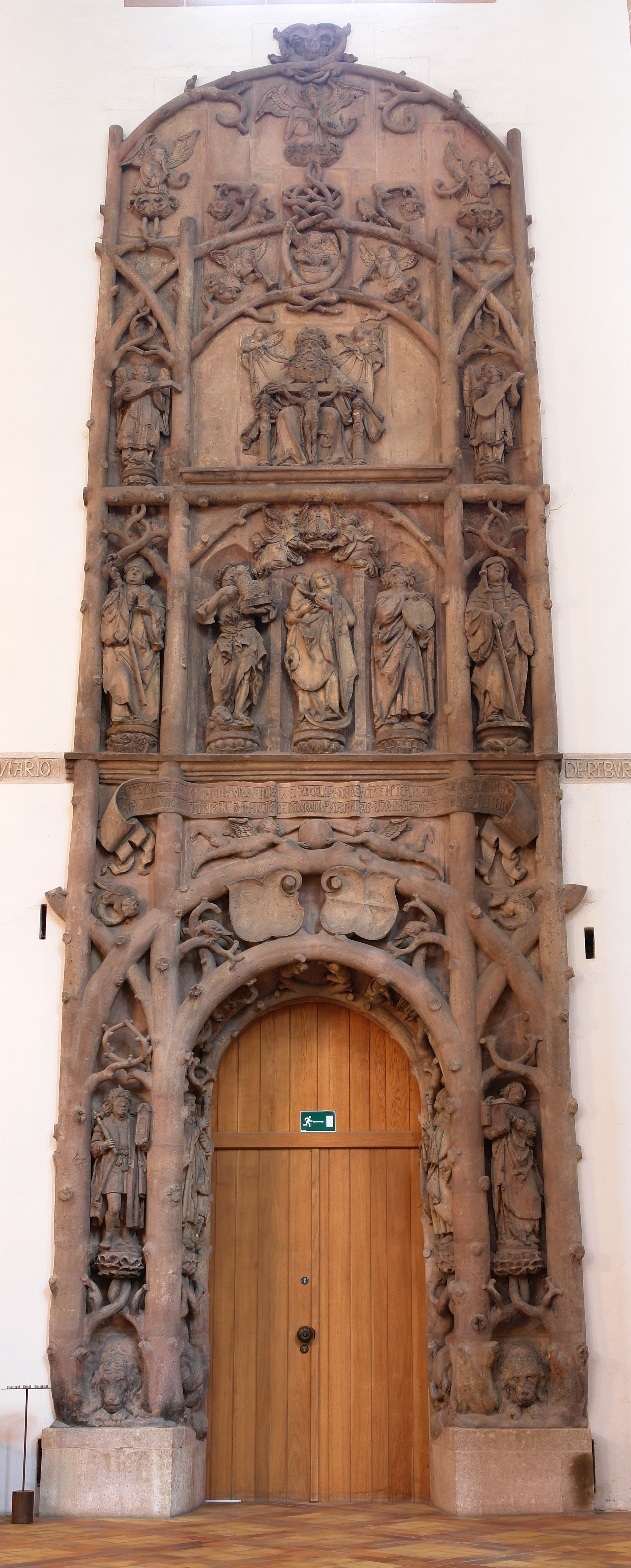
Portál zámeckého kostela Chemnitz

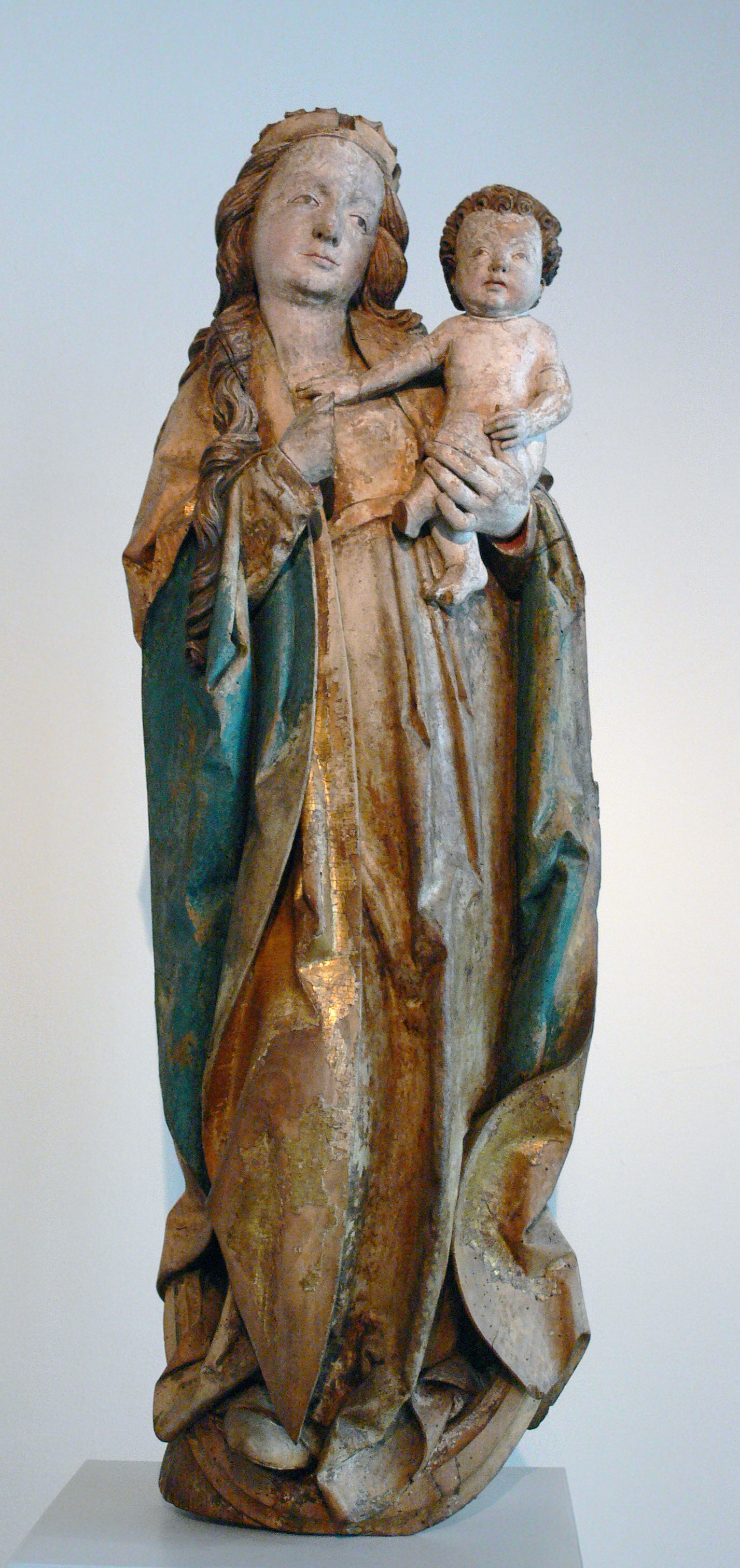
Madona z Waldkirche

Hans Witten byl jedním z hlavních sochařů německé pozdní gotiky a rané renesance, který vyvinul vlastní styl charakteristický fantaskními prvky. Wittenova freiberská tulipánová kazatelna je považována za nejvýznamnější památku reformace. U staveb protestantských kostelů vzrostl význam kazatelny jako řečnického místa. Ta se stala symbolickým místem a kázané slovo Boží mělo vést k pravé zbožnosti.
U Wittenovy tulipánové kazatelny nesou schodiště kmeny stromů, architektura mizí za gotickou rozvilinou a vzpěry nese na ramenou mladší muž. Patron horníků sv. Daniel, sedící na schodech, měl podle bajky hledat rudu na stromech a teprve anděl ho upozornil na poklad v hlubině.

### Známá díla
- Annaberg

podepsané "Krásné dveře" (1512), původně v kostele františkánů-observantů, od roku 1577 v kostele sv. Anny
Křtitelnice (kolem 1515)
Svorník se scénou z legendy o sv. Danielovi (kolem 1520)
Epitaf se scénou Ukřižování
- Borna

podepsaný křídlový oltář, městský kostel Panny Marie (1511)
- Braunschweig

Pozdně gotická kazatelna v Aegidienkirche (před r. 1500), původně umístěná v klášterním kostele sv. Kříže, který za války vyhořel.
- Calbitz

Madona
- Chemnitz

Pilíř se scénou Bičování, zámecký kostel Chemnitz (1515)
Severní portál (výška 11 m), zámecký kostel Chemnitz (1515), přemístěn do interiéru kostela
- Epitaf Dietricha von Harras, podpěry pulpitu a Krucifix v klášterním kostele Ebersdorf

oltář v kostele Chemnitz-Mittelbach
- Ehrenfriedersdorf

vyřezávaný křídlový oltář v St. Niklaskirche (1507)
- Freiberg

Pozdně gotická "Tulipánová kazatelna" v dómu (1508–1510)
- Goslar

Pieta, Jakobikirche (pravděpodobné autorství)
deska s postavou trůnícího císaře, radnice v Goslaru
- Halle an der Saale

signovaná figura sv. Heleny, radnice (1502)
- Helmstedt

Ukřižování, Stephanskirche (pravděpodobné autorství)
- Waldenburg

reliéf s marií Magdalenou (kolem 1520)
- Wünschendorf

Krucifix v evangelickém luteránském farním kostele sv. Víta (1513)
- Wüstenbrand

dvě oltářní sochy – sv. Kateřina, sv. Uršula (1511/12)
- neznámý původ

skupina figur z Kalvárie, polychromované dřevo (1500/1510)